# 宋任窮
宋 任窮（そう じんきゅう）は中華人民共和国の政治家。旧メンバーからの入れ替わりの、中共八大元老の一人。原名は宋韻琴。

## 概要
1926年6月に中国共産主義青年団、12月に中国共産党に加入。故郷である湖南省瀏陽県の義勇軍を率いて毛沢東に従い井崗山入り。1928年の初めに工農革命軍第1団第3営の営部文書、営士兵委員会主席を歴任。同年5月、紅第4軍第32団第5連党代表。1930年、紅第12軍第35師第103団政治委員。1932年、紅第5軍団第13師政治委員。第1次から第5次までの反囲剿作戦に参加。1934年10月、軍事委員会幹部団（団長：陳賡）政治委員に任命され、長征に参加。1935年8月に紅軍大学特科団政治委員、9月に紅軍陝甘支隊幹部団政治委員。同年11月、陝西省北部に到達し、紅軍大学政治委員に任命。北路軍が編成され、政治委員となる。同年末、紅軍第28軍政治委員。1936年春、北路軍兼第28軍政治委員となり、東征及び西征に参加。日中戦争では八路軍第129師団に配属され、政治部副主任。政治委員を務めた鄧小平と知り合う。第2野戦軍系の軍人として、頭角を現す。
1949年の中華人民共和国成立後は、雲南省党委第一書記（1950-52年）、省軍区政治委員、西南軍区副政治委員。1954年に中央に移り、中央組織部副部長、解放軍総幹部部第一副部長として総幹部部の日常常務を担当。1956年11月から第三機械工業部長として原子力事業を担当する。1960年9月、東北局第一書記、瀋陽軍区第一政務委員。
文化大革命では鄧小平との関係を問われ失脚。1977年10月、第七機械工業部長（現中国航天科技集団公司）、党組書記として復活。1978年12月、中央組織部長。胡耀邦に代わって冤罪で失脚した幹部の名誉回復事業を引き継ぎ、文化大革命で審査対象とされた230万人以上の名誉回復を行う。1980年2月、第11期5中全会で中央書記処置書記、1982年9月、第十二回党大会で政治局委員に選出され、幹部組織の業務を継続して担当。
1985年6月、鄧小平の幹部若返り構想に賛成し、王震、鄧穎超と連名で申請し、中央政治局委員、中央委員など全職務から退く。しかし、中国共産党中央顧問委員会第5回会議で副主任に選出され、政治局委員と同等の地位を確保。1992年の顧問委員会廃止に伴い政界から完全引退。
2005年1月8日、北京で病死。
第7期中央委員候補、第8期中央政治局委員候補、第11期中央委員（三中全会）、第12期中央政治局委員。

## 家族
娘の宋彬彬は文化大革命期に紅衛兵の最高幹部として活動した。

## 参考
- 王健英 (2000). 中国紅軍人物志. 広東人民出版社. ISBN 7-218-03199-4